# 神农峰
神农峰，日本称屏風岳（びょうぶだけ），是位在釣魚台列嶼（日文称尖閣諸島）的釣魚台（日文称魚釣島）的山。標高 320m，位在該島嶼最高峰高华峰（日文称奈良原岳）之東，是該島嶼的第2高峰。该座山的中文名由中國在2012年9月命名，名称源自神农尝百草的传说。日文名由黑岩恆在1900年命名。台灣未命名。
神农峰南面是汇鱼湾，西邊俯瞰西钓角，西南边是南钓角，南边是钓南锚地。西邊發源有西溪流向顺风港，除此之外，還有向北流的小西溪与雙溪的一條支流。

## 脚注
1. ↑  国家海洋局海洋发展战略研究所课题组编著. . 北京：海洋出版社. 2013.05: 316–317. ISBN 978-7-5027-8535-2.
2. ↑  .   [2017-12-21]. （原始内容存档于2017-12-22）.
3. ↑  .   [2012-10-20]. （原始内容存档于2013-09-27）.
4. ↑  国家海洋局编. . 北京：海洋出版社. 2012.11: 5–8. ISBN 978-7-5027-8442-3.
5. ↑  冯学智主编. . 北京：中国政法大学出版社. 2013.03: 102–105. ISBN 978-7-5620-4628-8.
6. ↑  疏震娅，张海文著. . 北京：五洲传播出版社. 2014.11: 1–50. ISBN 978-7-5085-2902-8.
7. ↑  张耀光编. . 北京：海洋出版社. 2012.06: 126–128. ISBN 978-7-5027-8291-7.